# ديبرا ماكغراث
ديبرا ماكغراث هي ممثلة كندية، ولدت في 5 يوليو 1954 في تورونتو في كندا.

## أعمال

### مسلسلات
- مسجد صغير على المرج

## وصلات خارجية
- ديبرا ماكغراث على موقع IMDb (الإنجليزية)
- ديبرا ماكغراث على موقع قاعدة بيانات الفيلم (الإنجليزية)